# Kino 70 Jilemnice
Kino 70 Jilemnice je jednosálový biograf v západokrkonošském městečku Jilemnice. Organizačně i stavebně je součástí Společenského domu JILM a sídlí na adrese Jilemnice, Roztocká 500.
Kino je unikátní tím, že šlo o jedno z nejmenších sídel s projekční technologií 70 mm. Bylo zprovozněné jako teprve druhé „sedmdesátkové“ kino v tehdejším Východočeském kraji (po Pardubicích). Až později měly technologii 70 mm Hradec Králové, Jičín, Jaroměř, Turnov a další města – mít Kino 70 totiž znamenalo zpravidla pořídit zcela novou budovu. Proto se ve východních Čechách postavilo „jen“ asi 9 kin na formát 70 mm.
Technologie pro projekci 70 mm byla v Jilemnici oficiálně zrušena 30. 1. 2000 a nadále se promítal jen klasický 35 mm film, od podzimu 2013 je kino digitalizováno podle DCI standardů pro 3D technologii.

## Historie

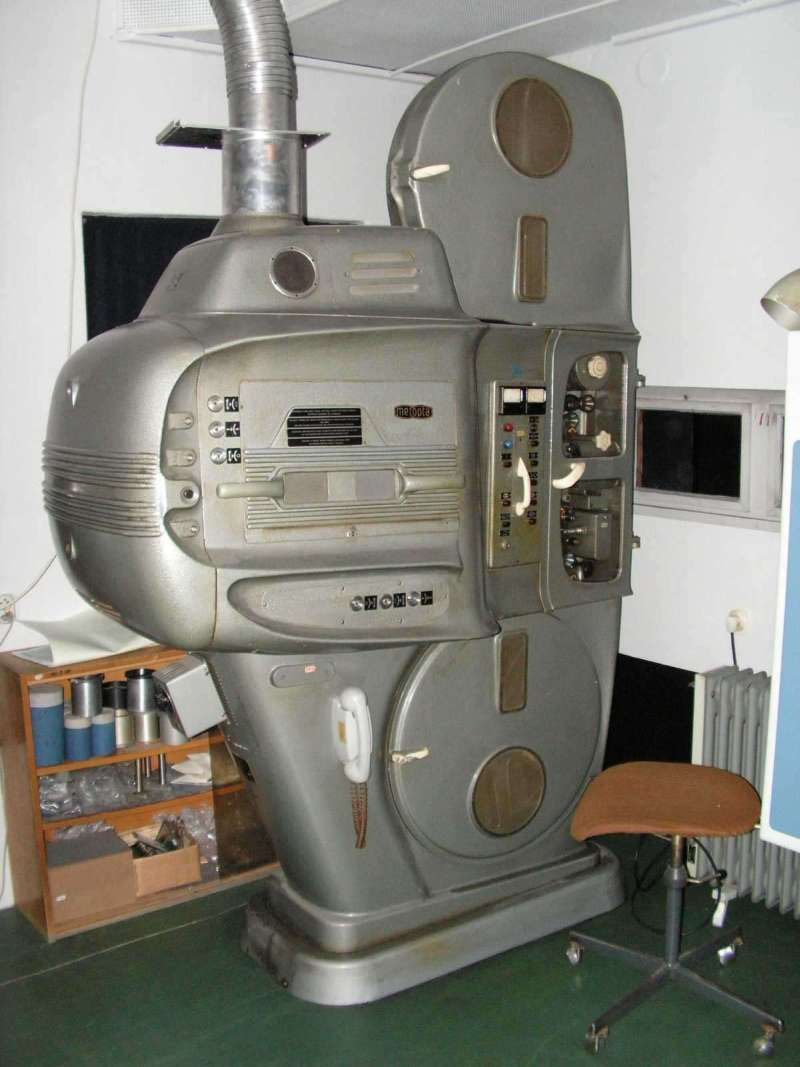
Projektor Meopta UM 70/35, v.č. 69118, v promítací kabině

### Před výstavbou kina
Dosavadní jilemnické kino se nacházelo na tehdejší Gottwaldově třídě v tzv. Dvoraně – víceúčelové budově, která byla koncem 19. století vybudována pro potřeby města a sídlil zde například úřad, městská spořitelna, hostinec či hasiči. Kino do této budovy přesídlilo po II. světové válce, kdy bylo zrušené sokolské kino ve vedlejší budově Sokolovny. Fakt, že tento divadelní sál měl špatnou akustiku, nevyhovující sedačky a pronikal do něj provozní hluk z budovy i ze souběžné hlavní třídy, přiměl v listopadu 1966 plenární zasedání MěNV Jilemnice k rozhodnutí postavit zcela nové kino s moderní filmovou technologií. Jako optimální řešení se jevilo přistavět kino k (tehdy zánovnímu) kulturnímu domu na Roztocké ulici. Celý následující rok se pak vedla složitá jednání o pozemcích, projektu a financování, přičemž zejména pozemkové problémy (roubená chaloupka vedle kina) vedly k řadě kompromisů a tím bylo zaděláno na množství pozdějších problémů při výstavbě i provozu.

### Výstavba

#### 1967 a 1968
První přípravné práce na staveništi tak byly provedeny až v prosinci 1967, kdy byl posunut plot zahrady u zmíněné chaloupky, postaven přístřešek pro nářadí a shrnuta ornice z pozemku. Práce pod vedením stavitele pana Bartoše nešly nijak rychle (převládala ruční práce, kterou prováděli většinou přidělení pracovníci z MěNV, brigádníci z družebního podniku Cutisin nebo občané „se závazky“; veškerou mechanizaci na stavbě zastávaly jen dvě stabilní míchačky a později také dva pásové transportéry), například základy byly vyměřeny teprve v květnu 1968 a výkopy byly zahájeny až 20. května 1968, kopalo se do hloubky 140 cm a výkopové práce byly ukončeny teprve 1. července 1968. Základy se také rovnou průběžně betonovaly (mj. kvůli tomu, že průtrž mračen 3. června 1968 spláchla vodu z širokého okolí právě na staveniště), s betonováním základů byli stavebníci hotovi 29. července 1968 a začali vyzdívat suterénní prostory, aby se u nich mohlo koncem srpna 1968 začít s betonováním stropů. Souběžně se boural přístavek hlavní budovy, kde byl vyhlouben pomocný sklep na uhlí.
Socialistická organizace práce přinášela stálá provizoria. Například 21. září 1968 musely ustat zednické práce po spotřebování poslední cihly, protože cihelna v Libštátě byla pro poruchu mimo provoz. Poruchu odstranil jilemnický zámečník Bukovský a do tří dnů se na stavbu navážely nové cihly, ale namísto pro budovu kina byly použity pro stavbu nového sklepa a přístavby domovnického bytu – a právě tato přístavba pak překážela při dokončování stavby kina. Problémy se zajištěním materiálu nakonec vyřešila cihelna v Horní Sytové, která cihly dodávala až do dokončení kina. Dochované snímky dokazují, jak různorodý materiál byl používán – klasické plné cihly, velkoformátové plné cihly, CDN bloky, vibrolisované škvárobetonové tvarovky aj. Počátkem prosince 1968 stavební práce na budově kina ustaly na úrovni budoucí podlahy hlediště, zdivo bylo svrchu zakryto a zedníci se přestěhovali do zmíněné přístavby hlavní budovy, kde si s dokončením dvou místností dávali načas až do dubna 1969.

#### 1969
Dne 24. dubna 1969 byla přivezena první část nosníků pro stropní a střešní konstrukci kinosálu. Chyběla však drobnost: obvodové stěny kina, na které by se mohl strop umístit. Pod dohledem stavebního technika MěNV O. Patky už práce hýbaly rychleji, byla vyzděna celá západní část kina až po strop budoucí promítací kabiny, v přední části kina se od 8. do 21. května 1969 montovala 16 metrů dlouhá železobetonová podlaha budoucího hlediště (PZ desky zasouvané do šikmých traverz) a hned poté na ní začalo růst dřevěné lešení pro dostavbu celé obvodové stěny kina. V červnu 1969 se však zjistilo, že zedníci špatně vyměřili převýšení hlediště a část vnitřního zdiva se musela opět vybourat (objemově to činilo okolo 1000 cihel) – důsledkem toho jsou dodnes zjevné příliš nízké stropy v místnostech pod hledištěm a nelogické schody ve vestibulu. Podle harmonogramu měla být stropní vazba na stavbu umístěna už po 1. srpnu 1969 – toho dne bylo skutečně dosaženo roviny stavby, jenže se nedařilo sehnat jeřáb. Stropní konstrukce se tedy svařovala na zemi a na místo ji teprve 22. září 1969 dostal elektrický jeřáb zapůjčený podnikem Výstavba kamenouhelných dolů Kladno. 
Nosné konstrukce byly dokončeny až 28. září 1969 a ve dnech 1. až 21. října 1969 se pak, bez větší mechanizace, vytahovala střešní vazba kinosálu. Klidné teplé počasí umožňovalo tesařům z Okresního stavebního podniku (OSP) střechu relativně rychle zabedňovat, ale 28. října 1969 se přihnala vichřice a část střechy poškodila, pak se už počasí nezlepšilo a provizorní zastřešení se dokončovalo už v listopadových mrazech. Oplechování střechy se nestihlo provést, což v následující (na sníh bohaté) zimě přineslo značné problémy se zatékáním a sníh se musel často ručně odklízet, což samozřejmě působilo další poškození střechy a ta se musela často provizorně opravovat. 
Průchozí vestibul na západní straně kina byl zastřešen souběžně s kinosálem a mohly tedy probíhat práce uvnitř budov – 27. listopadu 1969 se začalo s instalací ústředního topení, 15. prosince 1969 se v kině poprvé topilo a zedníci prováděli vnitřní omítky, souběžně byl zaizolován a obložen strop kinosálu. 

#### 1970
Elektrikáři z OSP pod vedením P. Hanče nastoupili 6. ledna 1970 a čekalo je natažení 30 kilometrů silových, ovládacích a signálních kabelů, 5 kilometrů elektrovodného potrubí a instalace dvou elektrických rozvoden. Opět se projevilo nedostatečné naplánování prací, protože se musely do hotové omítky opět vysekávat široké pruhy pro kabelovody. Elektroinstalace byla dokončena až 25. prosince 1970 a náklady na ni činily 483 372 Kčs.
V půli dubna 1970 nastoupili na stavbu klempíři z OSP a začali s pokládáním krytiny, okapů a svodů na střechy kinosálu a vestibulu. Tím se konečně odstranilo půl roku trvající zatékání do stavby. V téže době se začali s velkými problémy potýkat i montéři vzduchotechniky OSP pod vedením p. Šolce. Hrubá stavba kina se totiž rozměrově značně lišila od plánů dodaných pro potřeby vzduchotechniky a stavbu i dodanou techniku čekala řada změn. 
Bezproblémově a rychle pracoval dodavatelský podnik MPT, který měl na starosti výpočet a realizaci akustických obkladů v kinosále a který pod vedením K. Honce odvedl natolik dobrou práci, že kinosál splňuje akustické normy i pro pozdější náročné zvukové standardy Dolby. V květnu 1970 byla vybetonována podlaha v kinosále, po vyschnutí betonu bylo nalepeno podlahové PVC a v létě 1970 se mohlo začít se složitým sestavováním hlediště složeného z 18 řad po 18 sklopných sedadlech, vyrobených podnikem TON Bystřice pod Hostýnem.
S dosavadními dodavatelskými problémy ostře kontrastovala aktivita sedmi zedníků-brigádníků z vedlejšího podniku Autobrzdy pod vedením p. Pitry, kteří v srpnu 1970 dokázali stovky čtverečných metrů vnějších stěn kina kompletně omítnout během šesti dní.
Od poloviny roku 1970 byly také postupně instalovány technologie – kromě dvojice projektorů UM 70/35 z přerovské Meopty to byl kompletní akustický řetězec Tesla nebo oponové technologie včetně průzvučného projekčního plátna o výšce 6,5 metru.

### V provozu

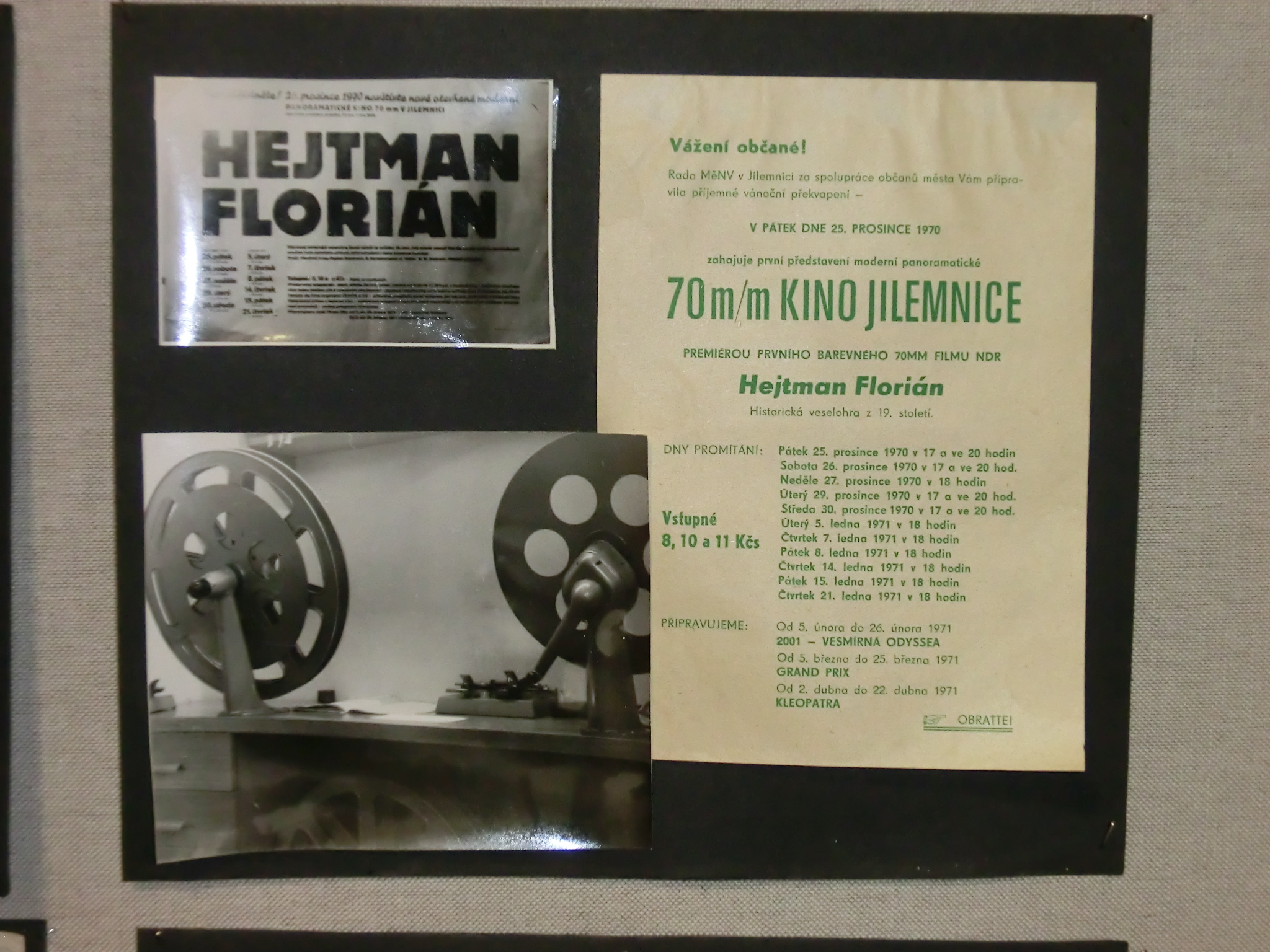
Fotokopie plakátků ze zahájení provozu

První představení pro veřejnost se konalo v pátek 25. prosince 1970, kdy byl premiérově promítán film „Hejtman Florián“ z produkce NDR (zkušebně a neveřejně byl několikrát promítaný už od 21. prosince) a v následujících dnech se dočkal ještě 14 vyprodaných repríz. V programu ho pak nahradily například velkofilmy 2001: Vesmírná odysea, Grand Prix a Kleopatra. Jen v roce 1971 navštívilo kino dnes neuvěřitelných 250 000 lidí – a díky obrovskému zájmu se pořizovací náklady kina vrátily už po pěti letech. Diváky lákal neslýchaný prostorový zvuk, velké plátno (až 6,5×14,5 m), zvukově velmi dobře konstruovaný kinosál s pohodlnými sedačkami pro 322 diváků, moderní interiér a dobré zázemí včetně bufetu.
Drobnou epizodou v 70. a 80. letech bylo využívání kina i k pracovním projekcím filmových štábů (např. při výrobě filmu S tebou mě baví svět).
Od 80. let však diváků postupně ubývalo, pravděpodobně i vlivem rozmachu barevné televize, přestože kvalita obrazu (natož zvuku) je s prostředím kina nesrovnatelná. Rychle také ubylo filmových titulů, distribuovaných na 70 mm filmu – ropný šok nejprve zdražil surovinu, rozšíření optického záznamu zvuku v kvalitě Dolby pak znamenalo zánik magnetického záznamu.

### Po sametové revoluci
Po roce 1990 se tedy sice návštěvnost kina držela na solidní úrovni díky přílivu nových snímků ze zahraničí a stále se promítalo až 60 představení měsíčně, strmý pokles návštěvnosti však přineslo vybavování domácností VHS a později DVD a internetem – v roce 1999 přišlo na asi 250 projekcí přibližně 10 700 diváků, v roce 2011 už bylo projekcí jen zhruba 140 a navštívilo je okolo 3500 lidí. Zjevný byl i vliv politiky filmových distributorů, kteří do oběhu pouštěli od jednotlivých filmových titulů stále méně kopií, přednostně je nasazovali do vícesálových kin ve větších městech a do malých městských kin se takové filmy obvykle dostaly až dva nebo tři měsíce po české premiéře, kdy už pochopitelně nevzbuzovaly takový zájem diváků a kdy i technická kvalita kopií pochopitelně utrpěla mnoha stovkami představení.
Chvályhodným počinem v té době bylo využívání kina např. pro filmové festivaly v rámci česko-polské družby Jilemnice – Karpacz, kde byl biograf již před lety zrušen a pro přímé přenosy sportovních utkání (2009 až 2012), kdy byl vstup zdarma a počty diváků se nesledovaly. Šlo například o veřejné projekce ledního hokeje.

### Digitalizace
Rychlý úbytek filmových titulů, distribuovaných na 35 mm filmové kopii, a tedy i faktický silný útlum provozu donutil konečně i město Jilemnice k rozhodnutí o osudu kina: uvažovalo se, zda kino zcela zrušit, nebo zakonzervovat v dožívající podobě, nebo adaptovat na nové podmínky a zmodernizovat. Od 1. června 2013 byl provoz kina dočasně ukončen a byla vypsána podlimitní veřejná zakázka 07/VZe/2013 „Digitalizace KINA 70“, kterou pak zpracovávala externí firma Centrum evropského projektování a.s. Hradec Králové. Rada města Jilemnice na své 58. schůzi (při účasti 3 členů) vybrala dne 14. 8. 2013 jako vítěze veřejné zakázky společnost AV MEDIA a.s. Praha, která nabídla cenu 2 849 000 Kč bez DPH. Dne 9. 9. 2013 byla mezi Městem a AV MEDIA podepsána smlouva o dílo, předpokládající ukončení prací k 20. září 2013.
Došlo k výrazným úpravám promítacího řetězce. Projektor UM byl rozmontován a vyřazen, levá střední Meo 5 přesunuta do levé krajní pozice a uprostřed kabiny byl osazen DCI projektor Christie CP-2000X se serverem pro digitální úložiště. Letitá zvuková aparatura Tesla byla demontována a nahrazena rackovým rozvaděčem pro DCI, který dokáže přebírat zvuk z jakéhokoliv zdroje.
První digitální projekcí pro veřejnost se stal animovaný film Turbo ve formátu 3D, který byl v neděli 20. října 2013 promítán hned 3× po sobě.
Od roku 2014 se zde pořádá filmový festival MNOHO SVĚTŮ v Jilemnici.

## Kinosál
Zvláštností kinosálu je jeho půdorys ve tvaru nesouměrného Y – dlouhá jižní stěna (původní obvodová zeď budovy KD, přiléhající k hlavnímu sálu KD) je využita pro projekční plochu, a ve zúžené severní „noze“, s postupně se zvyšující podlahou směrem vzad k promítací kabině, je hlediště. Vnitřek kinosálu je obložen akusticky pohltivými materiály – barevné mozaiky z různotvarých koženkových obkladů na stěnách a textilní tapety na stropě. Z těžkého, zvukopohltivého textilu jsou i opony.
Původní počet míst byl 322 (18 řad po 18 místech), uprostřed kinosálu se nacházel zamykatelný ovládací pultík pro sálovou službu a bylo zde možné přímé ovládání osvětlení, opon, klimatizace a hlasitosti zvuku. V původním zapojení navíc bylo možné odsud přímo ovládat také projektory v kabině – start, stop, vertikální posun obrazu a dálkové zaostřování. Protože však původní sedačky již nevyhovovaly soudobým nárokům na komfort, došlo v únoru 2014 k jejich nahrazení novými sedačkami klubovkového typu. Zvětšené rozestupů mezi řadami sedadel výrazně zlepšilo přístupnost obsazených míst. Nově je zde tedy 180 míst (12 řad po 15 sedačkách). Při této rekonstrukci bylo zároveň hlediště přestupňováno, nášlapné povrchy z lesklého PVC nahrazeny tmavým zátěžovým kobercem a byl zrušen ovládací pultík. V souvislosti s touto rekonstrukcí bylo také zprovozněno objednávání a kupování vstupenek po internetu.

Průzvučná projekční plocha byla původně textilní bílá, při digitalizaci byla na podzim 2014 nahrazena postříbřenou. Její velikost je proměnná: šířku lze pomocí tří maskovacích opon nastavit v rozmezí 6,5 až 14,5 m, výšku 4,5 až 6,5 m. Jeviště disponuje celkem pěti oponami – v pořadí od hlediště to jsou tmavooranžová hlavní, tmavočervená efektová, maskovací opona pro vodorovné formátování a horní+dolní opona pro svislé formátování. Opony jsou dvoudílné, vodorovně posuvné s napínacím zatěžujícím řetězem v dolním švu – jedinou výjimkou tvoří jednodílná, svisle posuvná spodní opona.

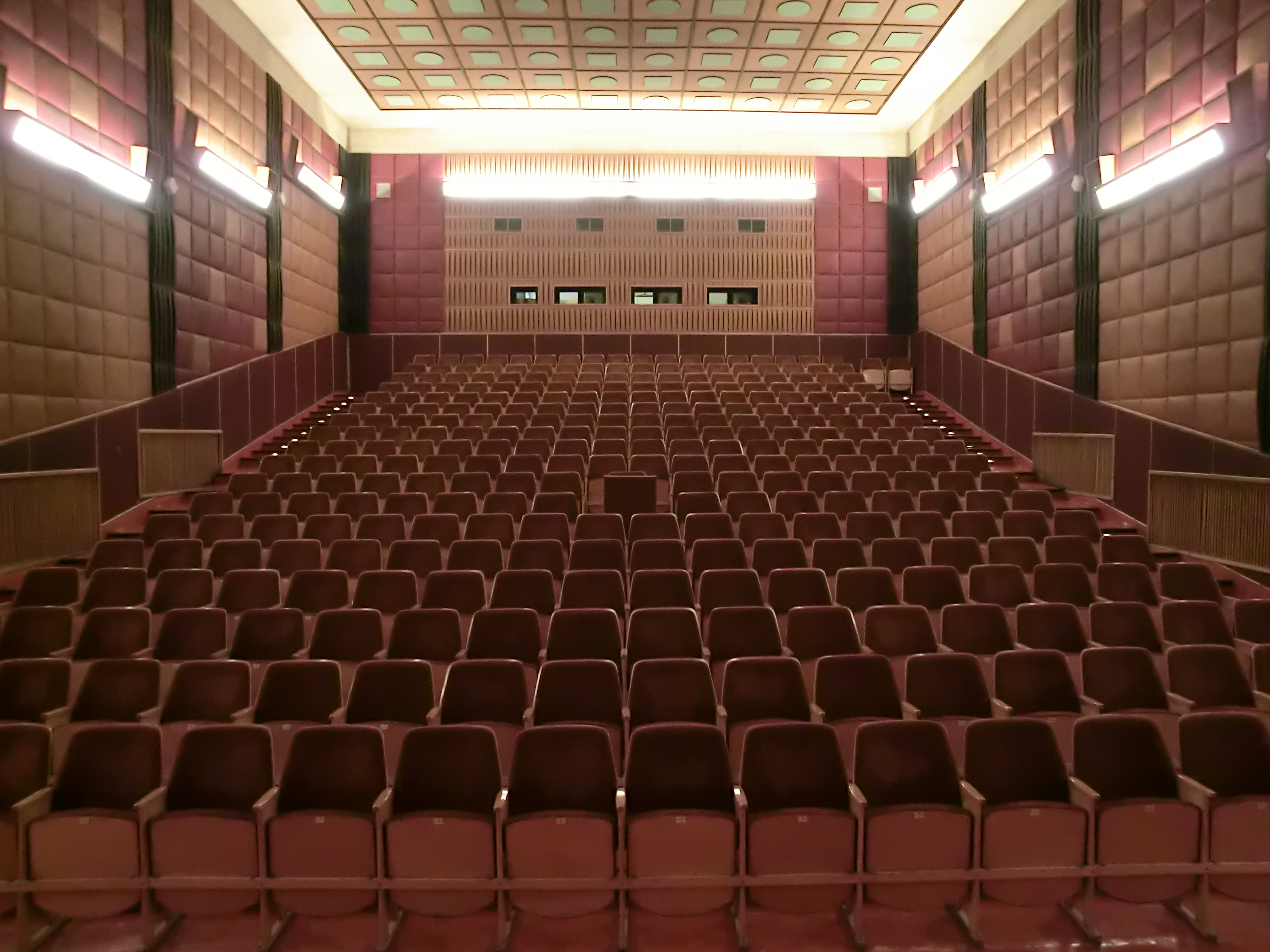
hlediště kinosálu
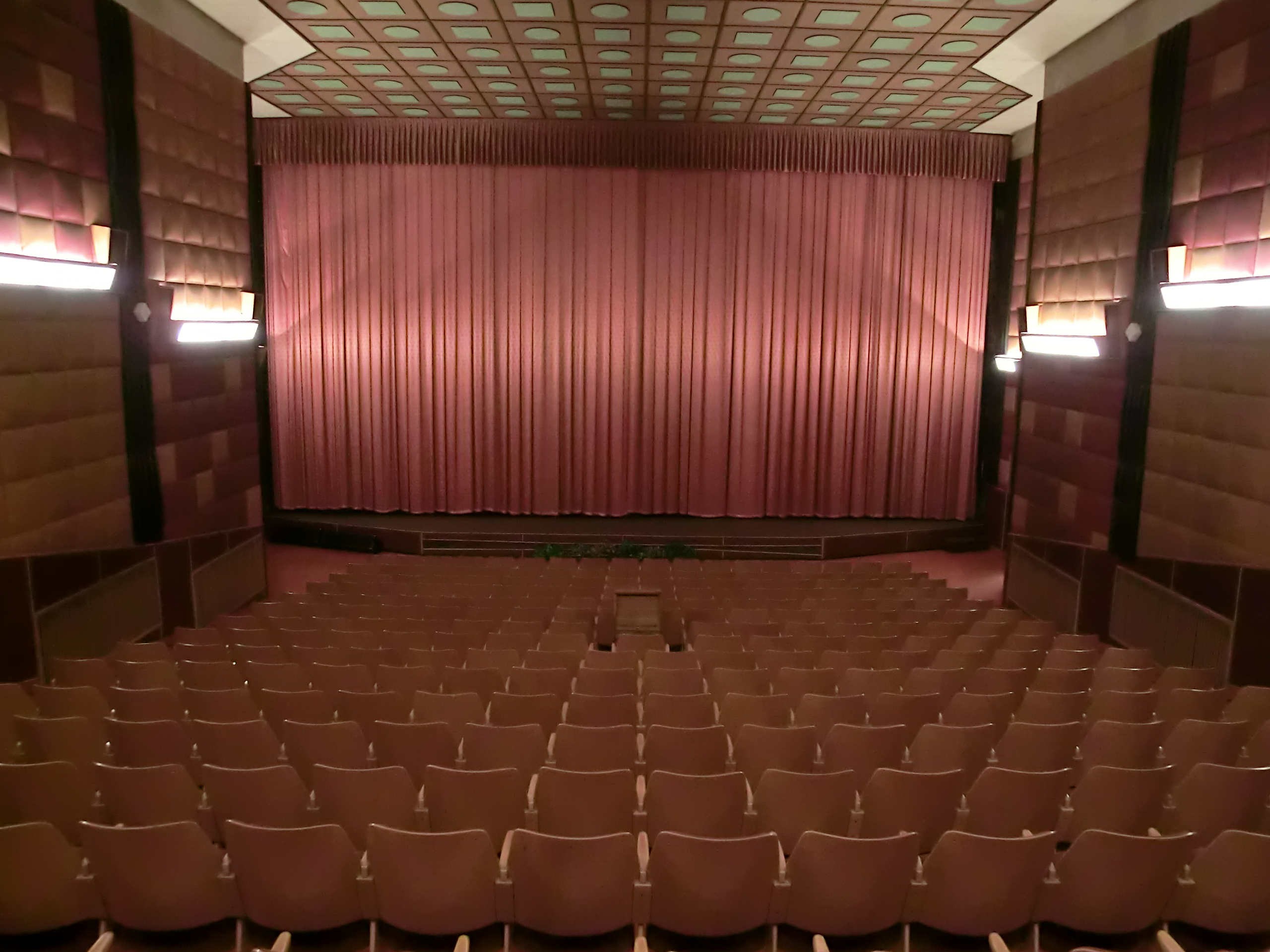
hlediště kinosálu
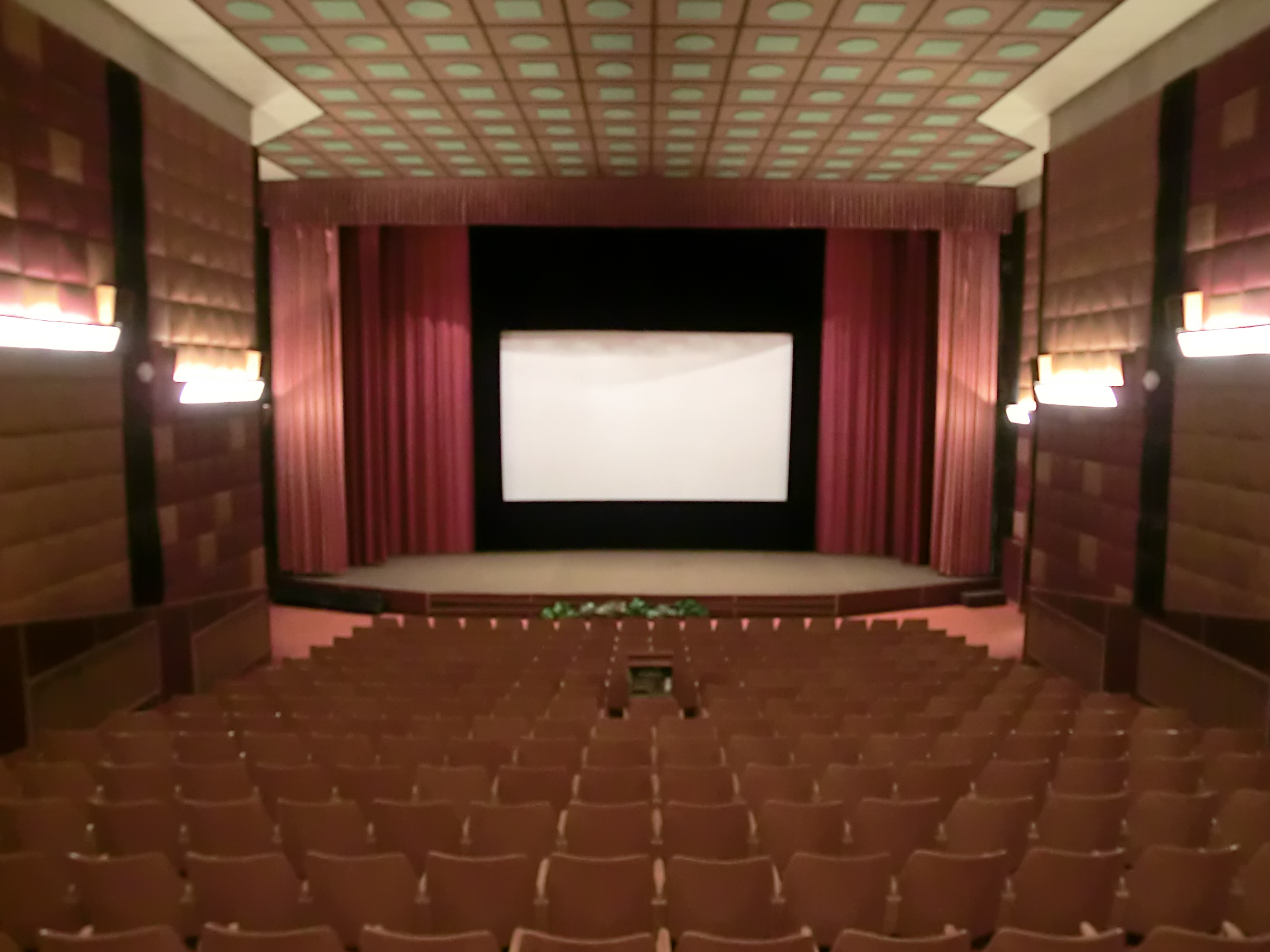
plátno při projekci 1:1,66
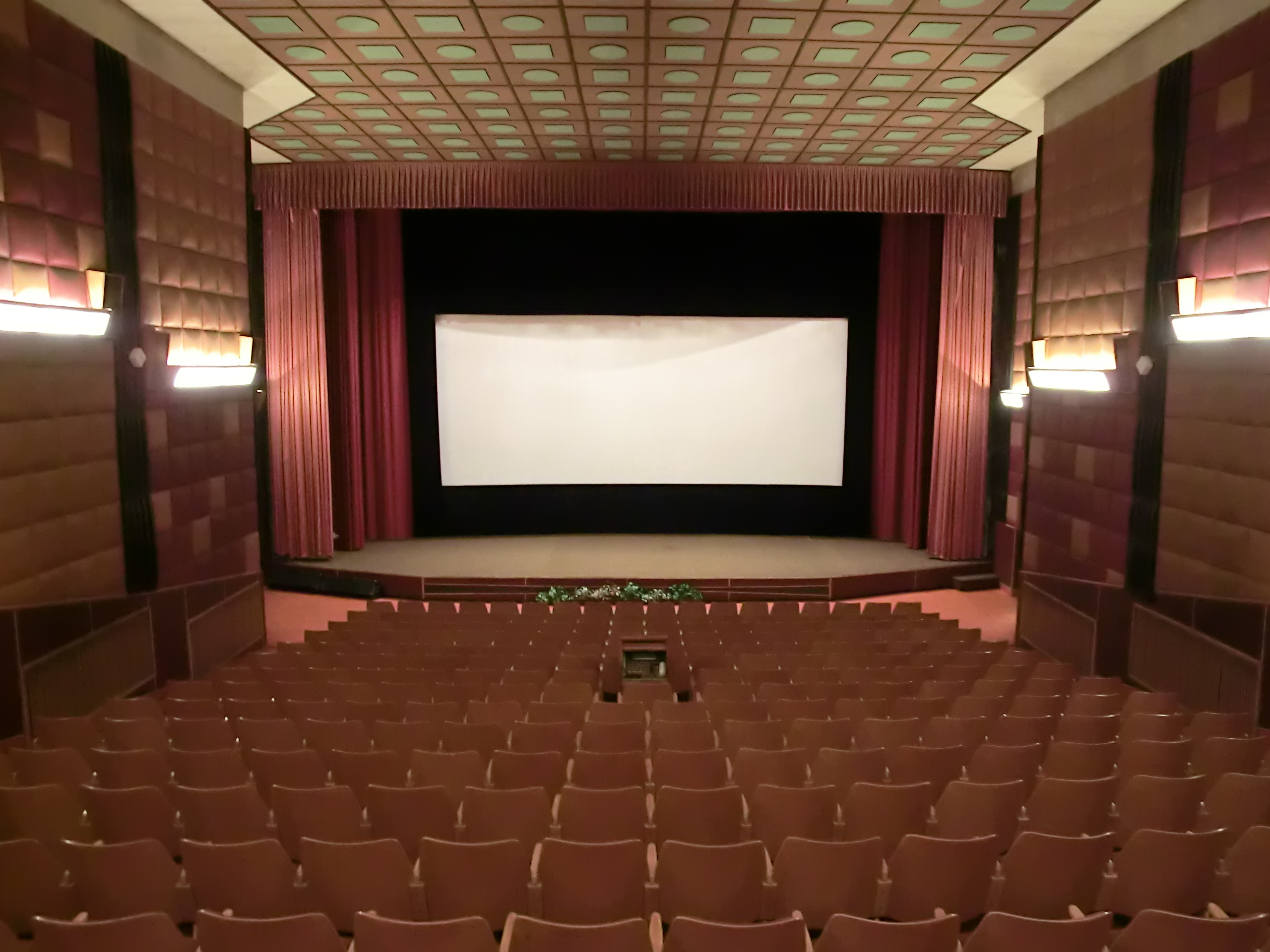
plátno při širokoúhlé projekci
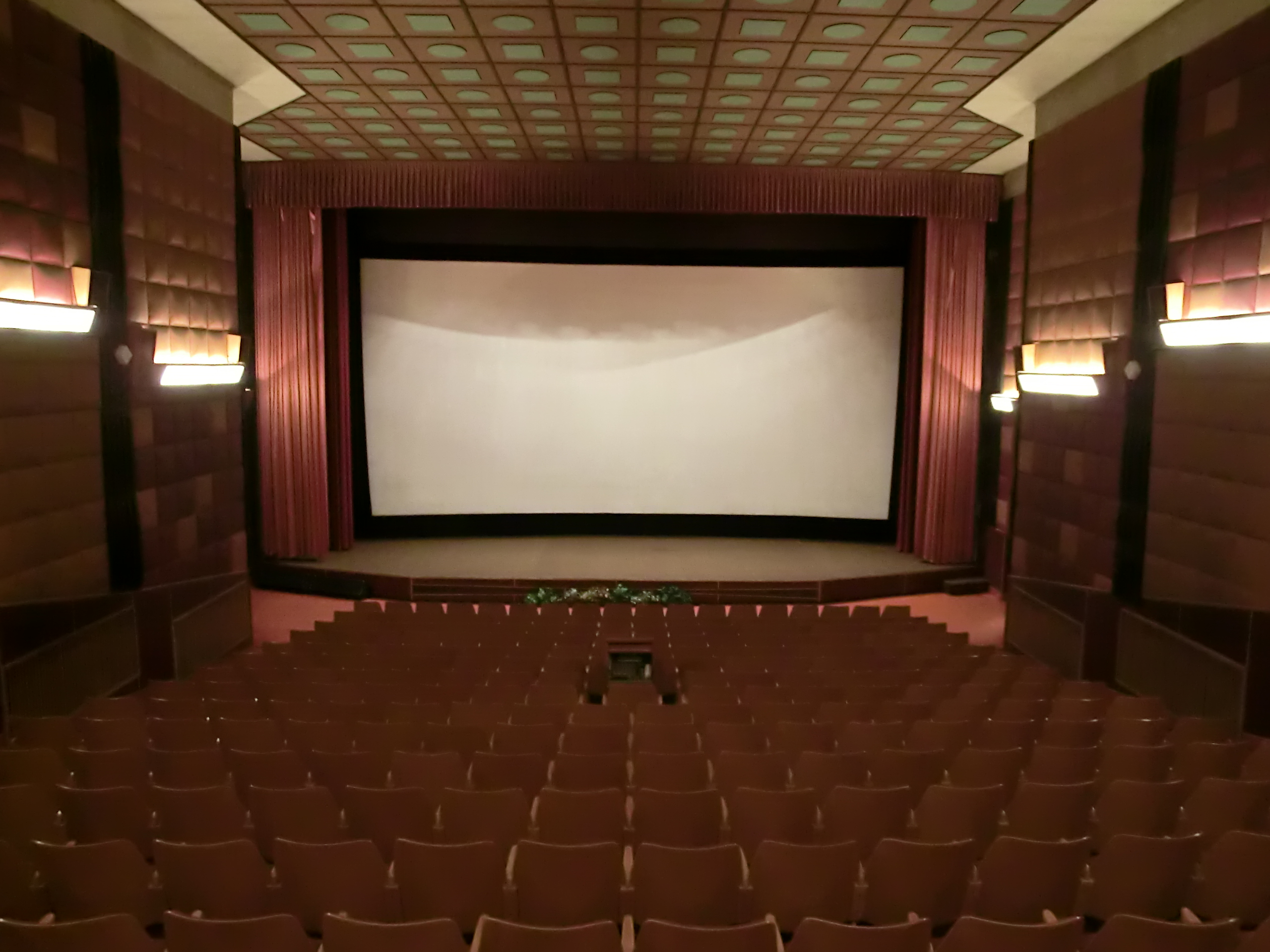
plátno při digitální projekci
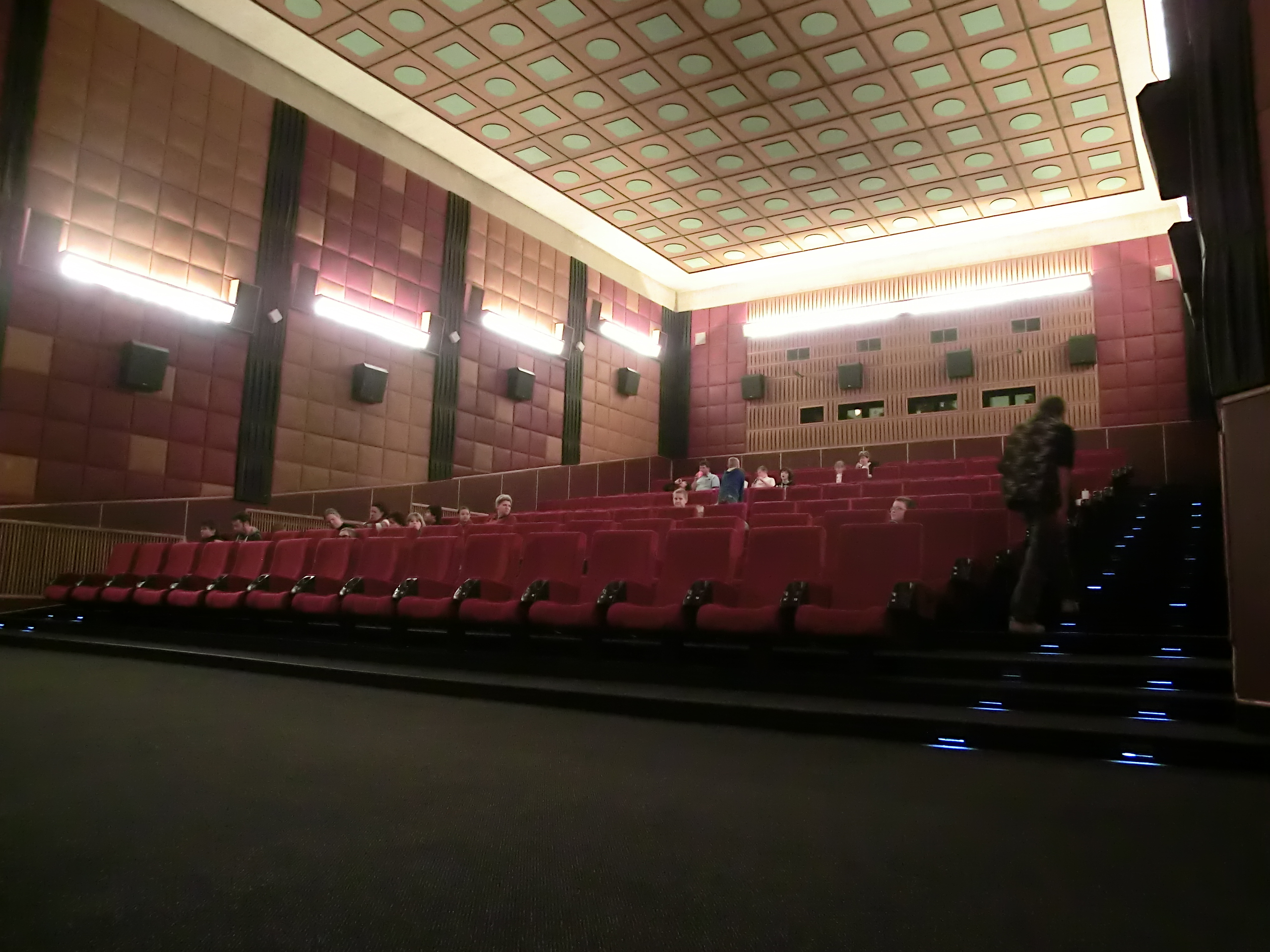
hlediště po výměně sedaček

## Projekční technologie
Projekční kabina je umístěna za hledištěm, s výškou podlahy cca 80 cm nad nejvyšším bodem podlahy kinosálu, se kterým není přímo komunikačně spojena.
Výchozí stav na počátku provozu:

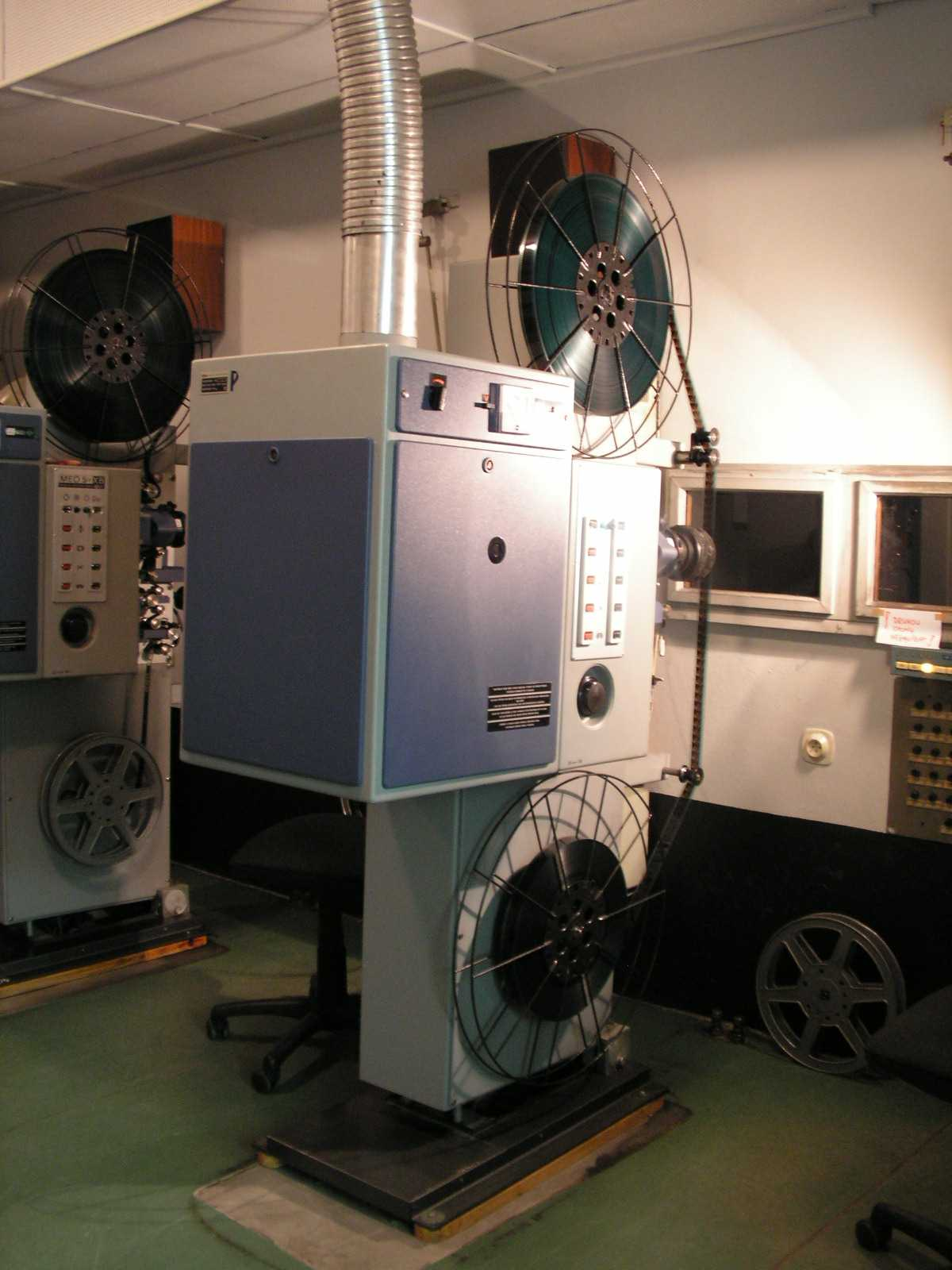
Tandem projektorů Meo 5X-B, v.č. 5384 a 5385

- levá+pravá střední pozice: 1 pár stabilních univerzálních projektorů Meopta UM 70/35 (rok výroby 1969) coby hlavní projekční stroje.
- levá krajní pozice: stabilní projektor Meopton IV (rok výroby 1958) ze zrušeného starého kina na Tyršově náměstí, který nově sloužil pro projekci týdeníků a ukázek. Jako záložní stroj pro technologii 35 mm se prakticky nepoužíval, neboť měl bubny jen na 600 m cívky, zatímco hlavní stroje na 1800 m.
- pravá krajní pozice: sklíčkový projektor Pentacon pro promítání reklamních a sdělovacích sklíček 90×90 mm (např. Vítáme vás, Přestávka, Neodcházejte, dokud se v sále nerozsvítí apod.).

Ve všech projektorech sloužily jako zdroj světla vysokointenzitní uhlíky, roku 1981 byly projektory UM přestavěny na vertikální xenonové výbojky 4000 W a v 90. letech se horizontální xenonky 2500 W dočkal i projektor Meopton IV. Sklíčkový projektor měl ručně seřizované uhlíkové světlo až do konce.
Projektory UM se od počátku provozu potýkaly s opakovanými závadami prolínacího zařízení, pohonů a elektroinstalace, víceméně bezporuchový provoz nastal až po roce 1973. Bez větších závad pak sloužily řadu let, a to až do 30. ledna 2000, kdy se s nimi veřejnost i zaměstnanci rozloučili vpravdě stylově: nejoblíbenějším českým filmem roku 1999 – komedií „Pelíšky“, kterou ten den vidělo 560 lidí (pro úplnost: poslední oficiální promítání 70 mm pro veřejnost bylo 26. ledna 2000, kdy se pro 70 věrných diváků promítlo několik dochovaných úryvků „sedmdesátek“ – „My Fair Lady“, „Oliver Twist“ a efektní krátkometrážní film „Nebe nad Holandskem“.)

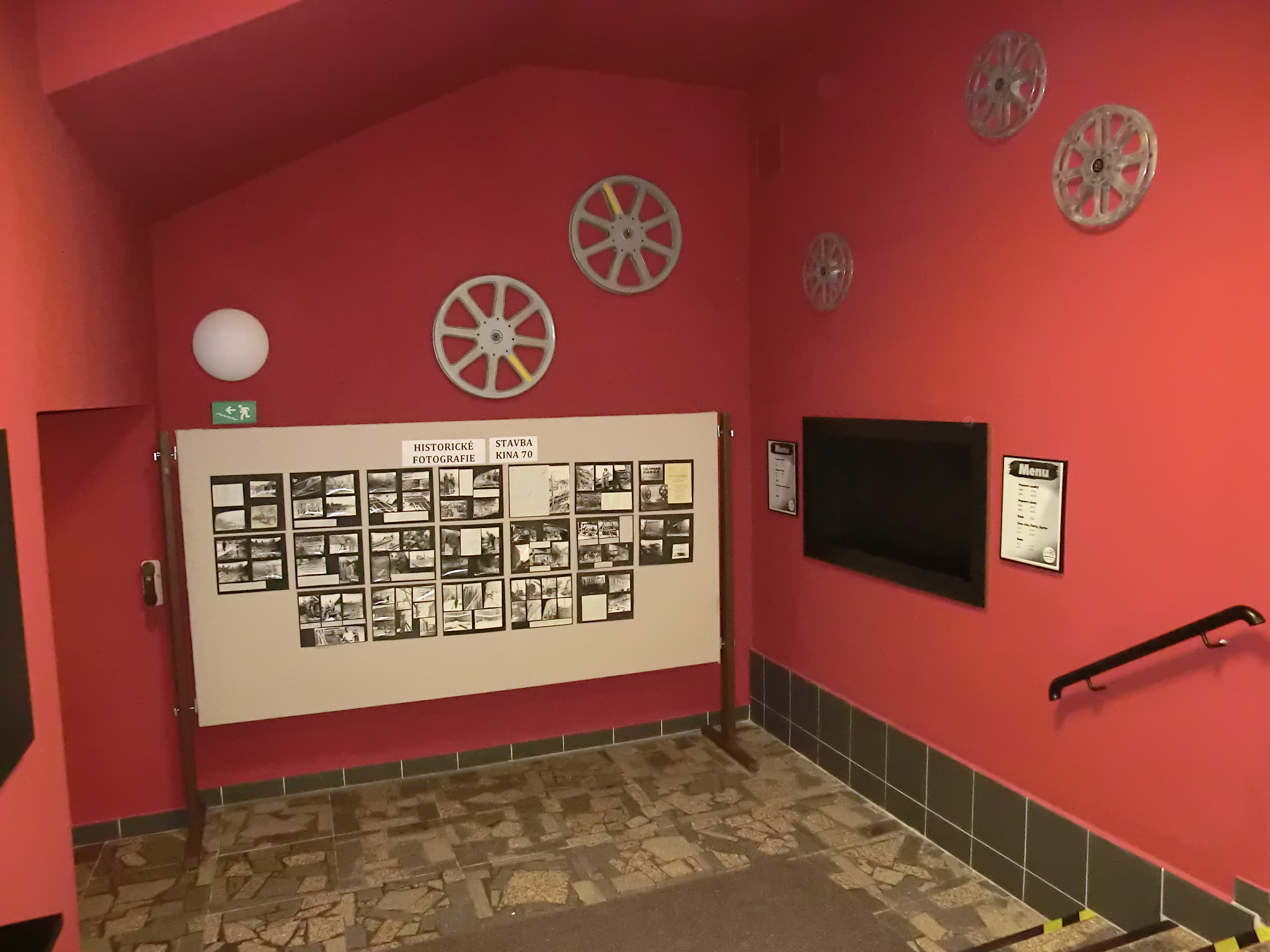
Příchod do vestibulu kina s bufetem

Stroje UM jsou však konstruovány na stálý denní provoz a vadí jim několikadenní přestávky. Začátkem února 2000 byl proto opotřebovanější stroj UM č. 126 demontován a vystaven ve foyer kina, kde je dodnes, a zachovalejší stroj č. 118 zůstal v kabině jako záložní projektor (Meopton IV byl poté sešrotován). Na původní místa strojů UM přišly novější stroje Meo 5X-B (rok výroby 1985) – nebyly však nové, ale použité (zakoupené o rok dříve za 100.000 Kč z demontovaného kina v Třebechovic pod Orebem) a na předchozím působišti již odpromítaly 2×1200 provozních hodin. Sice jsou jen pro formát 35 mm, ale jejich výhodou je nižší energetická náročnost a fakt, že se dají upravit na snímání záznamu zvuku Dolby. K této úpravě však došlo až po digitalizaci kina.

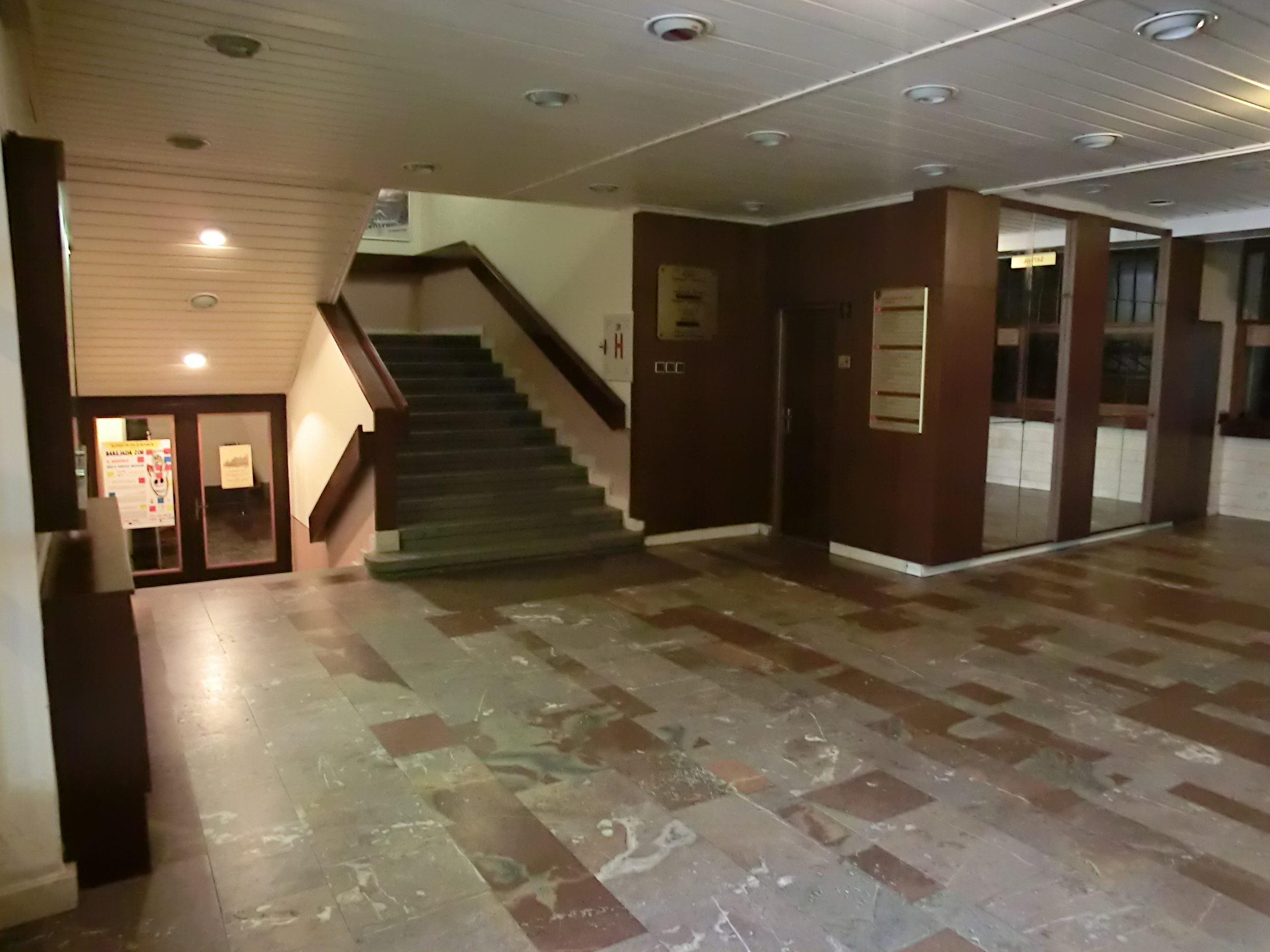
Vestibul kulturního domu, vstup do kina je vlevo

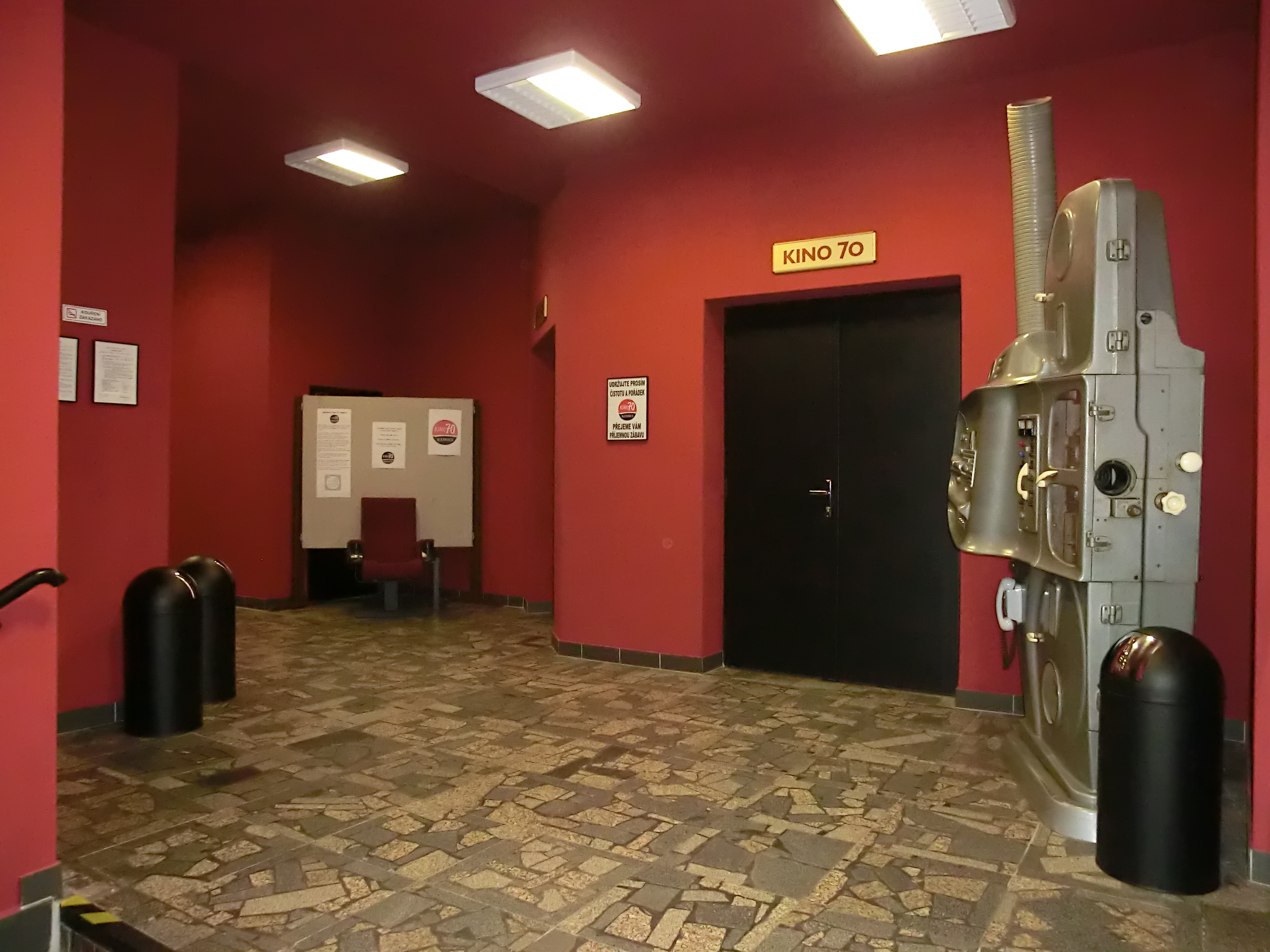
Vstup do kina

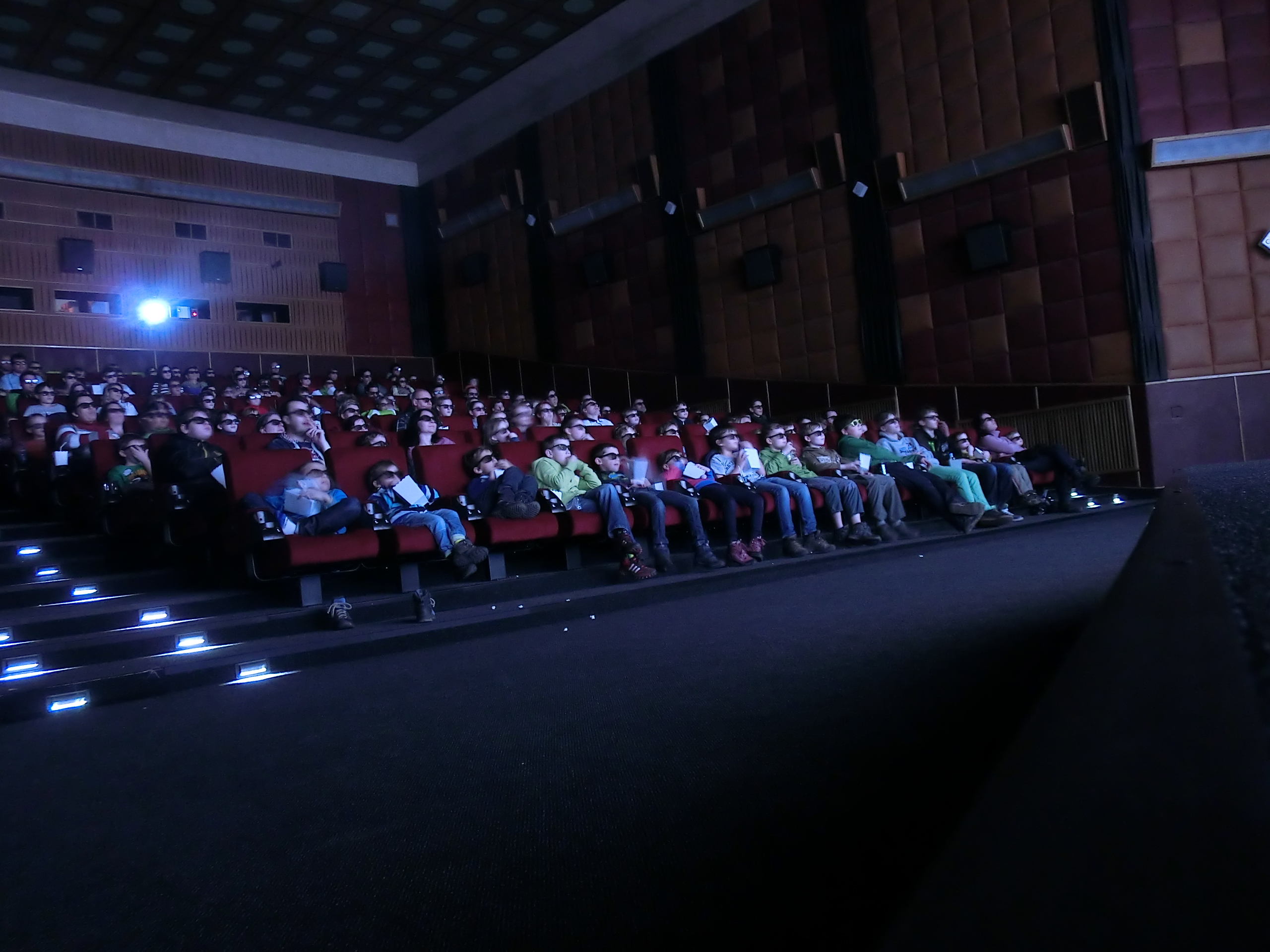
Kinosál při 3D projekci

V roce 2009 došlo k instalaci malého digitálního projektoru EPSON EB-G5200W a přehrávače Panasonic DMP-BD80, díky kterým byla umožněna projekce z DVD, Blu-ray a televizního vysílání.
Zvuk byl od počátku provozu zajišťován několikastupňovým zesilovačem Tesla AKT 635, který byl schopen zpracovat šestikanálový signál (pět kanálů pro směrový zvuk s reproduktory Tesla AKR 303 za promítacím plátnem, šestý efektový pro reproduktory v kinosále). Šestikanálový zvuk bylo možné snímat z magnetické stopy 70 mm filmu, nebo ho nahradit čtyřkanálovým zvukem z magnetické stopy 35 mm filmu. Ostatní vstupy (opticky snímaný zvuk z filmu, magnetofon, gramofon, mikrofon, gong) byly v kinosále reprodukovány monofonně.

## Rekonstrukce
V průběhu času utrpělo původně velkorysé kino necitlivými zásahy: při rekonstrukci kulturního domu v letech 1987–89 sice vznikla nová stylová pokladna a šatna, došlo také k částečné opravě sedadel a podlah kinosálu, ale byl zrušen bufet (na jeho místě vznikly nové pánské toalety, ovšem jen částečně funkční) a započala, ale nikdy se nedokončila úprava elektroinstalace. Všechny ostatní části, zejména promítací technologie, dožívaly. Navíc nedomyšlené zazdění oken ve vestibulu kina přineslo nutnost stálého umělého osvětlení.
Při druhé rekonstrukci a dostavbě kulturního střediska v roce 2002 se na potřeby kina už vůbec nebral ohled a kromě neplánované, ale vynucené dvouměsíční odstávky bylo postiženo novými zásahy: jednak bylo do dvorany vestavěno nouzové schodiště přístavby, jednak bylo zřízeno nové, prakticky neregulovatelné osvětlení dvorany a rušivé světlo od té doby vnikalo do kinosálu při každém otevření dveří.
V souvislosti s okolnostmi vynucenou digitalizací pak byla připravena částečná rekonstrukce kina, která kromě zbrusu nové promítací technologie zahrnovala i částečnou renovaci kinosálu a provozního zázemí. V létě 2013 tak byla – z velké části svépomocí – zrenovována sociální zařízení a ve vestibulu vznikl nový bufet pro návštěvníky.